# Clave (ritmo)

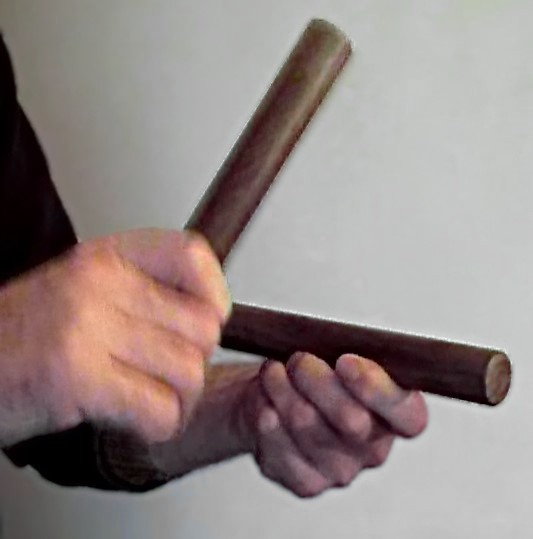
Las claves como instrumento de percusión, ejecutan el patrón rítmico de la clave.

Nella musica cubana, e in particolare in tutte le sue varianti più tradizionali, sono chiamati clave i modelli ritmici specifici, che vengono eseguiti sullo strumento omonimo, e le regole sottostanti che governano tali modelli. La chiave guida e amalgama tutti e ciascuno degli strumenti (incluse le voci), esistendo una corrispondenza obbligata tra il ritmo della clave e il ritmo degli strumenti armonici e melodici. Quando non si raggiunge questa corrispondenza, cioè la clave è mal toccata o fuori luogo, si parla di chiave attraversata, montata o incrociata.

## Struttura
Il tocco ritmico della chiave si inserisce in una singola battuta di quattro tempi, ed è diviso in due parti: una di tre colpi e una di due colpi.
Esistono due tipi di clave: la «clave del son» e la «clave di rumba»).

### Clave del son

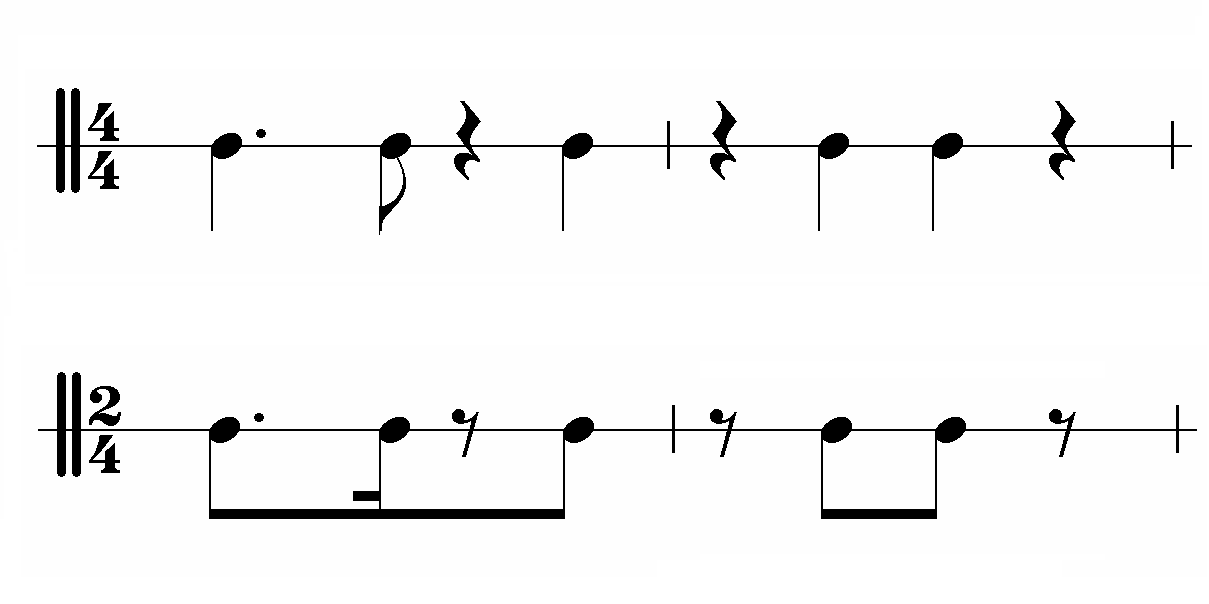
El patrón rítmico denominado «clave de son», que se utiliza con frecuencia en la música latina (son, rumba, salsa, etc.), aquí se presenta en su versión «3-2». Esa célula rítmica se muestra aquí en compás de 4/4 (notación «moderna», popular en Europa y Estados Unidos), así como en su forma «tradicional» en compás de 2/4 (que sigue siendo utilizada por muchos percusionistas latinoamericanos).

La «clave de son» si usa nel son, il son montuno, la guaracha e altri ritmi; è la colonna vertebrale della salsa. Presenta questa struttura:
La prima parte, o antecedente, è forte e consiste di 3 colpi; la seconda parte, o conseguente, è debole e ha 2 colpi. Questo arrangiamento si chiama "3-2", ed è comune nella salsa in stile più romantico. Le due parti della frase possono essere invertite, in una clave "2-3", presente nei temi di salsa stile "mambo", per esempio:

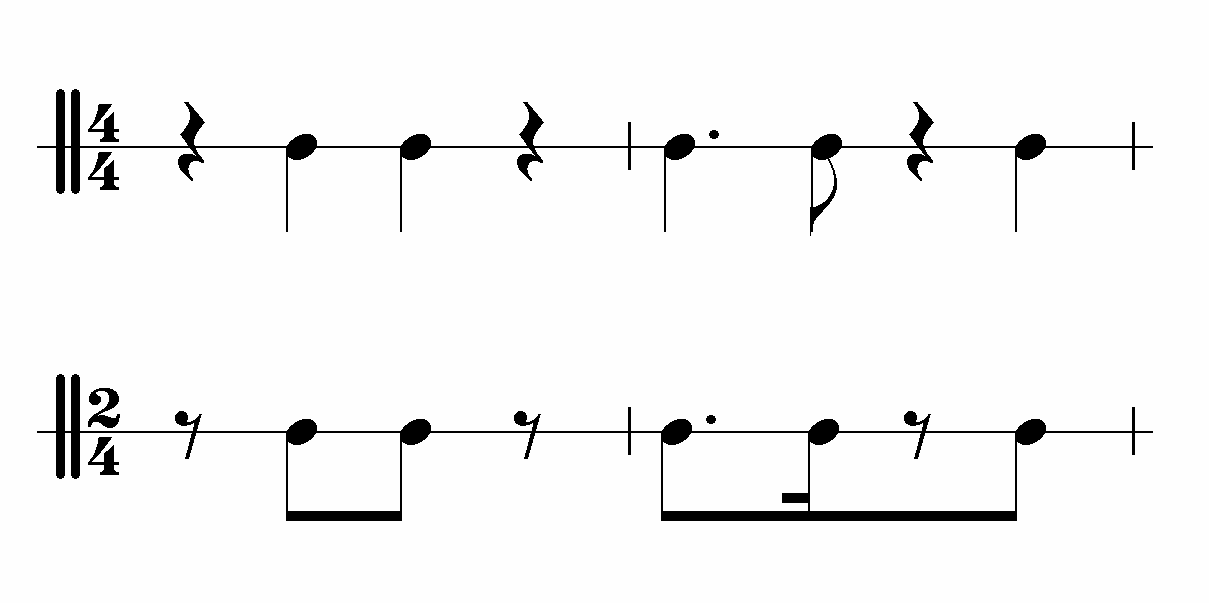
La «clave de son» en su versión «2-3» (mucho menos usual que la clave 3-2.
Esa célula rítmica se muestra aquí en compás de 4/4 (notación «moderna», popular en Europa y Estados Unidos), así como en su forma «tradicional» en compás de 2/4 (que sigue siendo utilizada por muchos percusionistas latinoamericanos).

I nomi "3-2" e "2-3" sono nati fuori Cuba, per aiutare gli interpreti. Un pezzo può iniziare in un modo e poi cambiare nell'altro. Il son cubano ha le sue origini nel danzón, che a sua volta deriva dalla forma del rondò della musica classica europea, per cui in alcune parti i percussionisti dovevano accomodare le battute per eguagliare il cambiamento nel fraseggio ritmico, o, in alternativa, aggiungevano battute per mantenere la direzione della clave. Soneri e rumberi come Arsenio Rodríguez o Ignacio Piñeiro provenivano dalla tradizione di mantenere sempre la direzione della tonalità, senza cambiarla.

### Clave della rumba
La clave de rumba, chiamata anche clave negra, si differenzia dalla clave del son in un solo tempo. Appare nei tre stili principali di rumba (guaguancó, columbia e yambú), nella conga, così come nella timba o salsa cubana moderna.
La clave de rumba è più difficile da seguire che la clave de son, soprattutto per coloro che non sono abituati. Occasionalmente, gli arrangiamenti di salsa possono avere brevi sezioni di rumba, o interludi, ma si torna sempre alla clave de son.

### Clave africana
La clave africana o clave in 6/8 è la più antica, proviene dalla musica religiosa dell'Africa occidentale. Si suona sempre nella direzione 3-2:
Tuttavia, va notato che in Africa ci sono molte altre variazioni della clave. La musica in Africa è un elemento identitario e serve a distinguere le molteplici etnie e culture della tradizione orale. In Africa la musica, tra le altre, ha anche la funzione di supporto o facilitatore mnemonico. Come organizzatrici del ritmo, le clavi sono fondamentali per la conservazione della memoria collettiva che viene plasmata sotto forma di canzoni. Ci sono circa 2000 lingue in Africa e molti bisogni "spirituali" da orchestrare. Sarebbe strano se fossero provocate e organizzate da un'unica clave.

### Altre
La cosiddetta clave de bossa è condivisa dalla bossa e dal samba, popolari nella musica brasiliana degli anni '50:
Altri ritmi che hanno una funzione di clave sono:
- il baqueteo, usato nel danzón cubano.
- il partido alto, che viene utilizzato nel samba, nella bossa, nella bossa nova e altri stili brasiliani.
- il cuá,[7] utilizzato nel bomba (un genere portoricano).

L'origine di questi ritmi sono le poliritmie della musica africana, che ha più esempi di musica in clave.